# 마크 27 핵폭탄
마크 27 핵폭탄(Mark 27 nuclear bomb)은 미국 해군에서 SLBM을 운용하기 이전에 운용했었던 함상 전략공격기에 탑재될 수 있도록 제작되었던 전략용 수소폭탄이다.
또한 이 폭탄은 미사일 탄두 버전인 W27로도 생산되었다.

## 같이 보기
- 핵무기 목록